# Lobster Bay
Lobster Bay – zatoka (ang. bay) w kanadyjskiej prowincji Nowa Szkocja, w hrabstwie Yarmouth, na północ od linii Wedge Point–Pubnico Point; nazwa urzędowo zatwierdzona 18 listopada 1974.